# Chapelle Notre-Dame-du-Rosaire de Palalda
Pour les articles homonymes, voir Chapelle Notre-Dame-du-Rosaire.
La chapelle Notre-Dame-du-Rosaire de Palalda (en catalan : Mare de Déu del Roser de Palaldà) est un édifice religieux situé à Amélie-les-Bains-Palalda, dans le département français des Pyrénées-Orientales, en région Occitanie.

## Description
L'édifice est située dans le centre du village de Palalda, et comporte une nef unique dont la toiture en tuiles est soutenue par des arcs brisés. La chapelle abrite un retable du Rosaire réalisé en 1673. Un banc de la chapelle, datant XVIIe siècle affiche les armes du village sculptées dans un de ses panneaux, il peut s'agir du banc consulaire.

## Histoire
Construite pour abriter la confrérie du rosaire de Palalda, l'édifice est mentionné pour la première fois en 1608 (date inscrite sur le linteau de la porte d'entrée).